# ديفيد لويس (ممثل)
ديفيد لويس (بالإنجليزية: David Lewis)‏ هو ممثل أمريكي، ولد في 19 أكتوبر 1916 بفيلادلفيا في الولايات المتحدة، وتوفي في 11 ديسمبر 2000 في الولايات المتحدة. بدأ مشواره المهني سنة 1949.

## أعمال

### أفلام
- (1960) الشقة

### مسلسلات
- المستشفى العام
- باتمان

## وصلات خارجية
- ديفيد لويس على موقع IMDb (الإنجليزية)
- ديفيد لويس على موقع ألو سيني (الفرنسية)
- ديفيد لويس على موقع أول موفي (الإنجليزية)
- ديفيد لويس على موقع قاعدة بيانات برودواي على الإنترنت (الإنجليزية)
- ديفيد لويس على موقع قاعدة بيانات الأفلام السويدية (السويدية)
- ديفيد لويس على موقع قاعدة بيانات الفيلم (الإنجليزية)
- ديفيد لويس على موقع كينوبويسك (الروسية)